# Connor McCutcheon
Connor McCutcheon (13 april 1991) is een Amerikaans wielrenner die anno 2018 rijdt voor Team Illuminate.

## Overwinningen
2016
1e etappe Ronde van Iran

## Ploegen
- 2014 –  Airgas Cycling (vanaf 1-4)
- 2015 –  Airgas-Safeway Cycling Team
- 2016 –  Team Illuminate
- 2017 –  Team Illuminate
- 2018 –  Team Illuminate

Easter · Gottlieb · Kline · Kos · Lyons · Maia · Mauch · McCutcheon · Meacham · Noonan · Ratzell · Schaeffer
Aiken · Darville · C.Easter · G.Easter · Gagne · Gottlieb · Horner · Lemus · Lyons · Mauch · McCutcheon · Meacham · Medina · Rodrigues · Vincent
Barón · Brown · Castiblanco · Cazzaro · Evans · King · Laas · McCutcheon · Neagos · Pellaud · Piper